# Operacja Samum (film)
Operacja Samum – polsko-turecki film sensacyjny z 1999 w reżyserii Władysława Pasikowskiego. Film oparty jest na ściśle tajnej operacji Samum przeprowadzonej przez polski wywiad w Iraku w 1990. Film zgromadził 380 tys. widzów w Polsce.

## Obsada
- Marek Kondrat – Józef Mayer
- Radosław Pazura – Paweł Mayer, syn Józefa
- Bogusław Linda – Edward Broński, polski agent w Iraku
- Olaf Linde-Lubaszenko – Stanisław Kosiński, polski agent w Iraku
- Anna Korcz – Karen Pierce, agentka Mosadu
- Gustaw Holoubek – Shopsowitz, szef Mossadu
- Tuğrul Çetiner (w napisach jako Turgul Cetiner) – Fajsal, pomocnik Mayera w Iraku
- Tadeusz Huk – pułkownik, szef polskich służb wywiadowczych
- Jerzy Skolimowski – Hayes, szef CIA
- Michał Gadomski – Walton, agent CIA w Iraku
- Hakan Akin – oficer straży granicznej
- Hakan Baskaya – oficer straży granicznej
- Huseyin Danial – agent
- Antoni Detner – wartownik w siedzibie polskich służb wywiadowczych
- Ireneusz Dydliński – łącznościowiec w Ambasadzie Polskiej w Iraku
- John Edmondson – Murphy, attaché ambasady amerykańskiej w Warszawie (pisownia nazwiska: Edmontson)
- Krzysztof Globisz – „Grubas”, oficer polskich służb wywiadowczych
- Bilat Gurdere – agent
- Mehir Ipek – oficer
- Ozkan Karaoglu – chłopak karmiący Mayera w więzieniu
- Kristof Konrad – Jeff Magnus, agent CIA w Iraku
- Mehmet Kucukekeskin – tajniak z budowy
- Tamer Levent – iracki pułkownik
- Edward Linde-Lubaszenko – kardiolog, przyjaciel Mayera
- Grzegorz Pinior – adiutant
- Dimitri Szewczenko – Wołodia Panajew, agent rosyjski w Iraku
- Andrzej Zieliński – Thomas, agent CIA w Iraku
- Anna Brusewicz – dublerka Anny Korcz w scenach „rozbieranych” (nie występuje w czołówce)